# 小林祐三
小林祐三（1985年11月15日—），日本足球運動員，司職後衛，現效力鳥栖砂岩。

## 俱樂部生涯
小林祐三出生在东京都，从经验上，小林祐三曾是横滨水手多年的主力，每年的出场次数都在30+，拥有几百场的比赛经验。最近3年在鸟栖，小林祐三也是从擅长防反的意大利教练菲卡登蒂，到如今的金明辉眼中主力右后卫的不二人选。本赛季，小林祐三被委任为队长。横浜水手宣布右后卫小林佑三转会鸟栖沙岩。

## 外部連結
- （日語）J.League Data Site （页面存档备份，存于）
- 日本職業足球聯賽中的小林祐三 （日語）
- サガン鳥栖による公式プロフィール
- Yuzo Kobayashi的X（前Twitter）
- Template:Ameba ブログ